# Parerigone flavihirta
Parerigone flavihirta là một loài ruồi trong họ Tachinidae.